# لهستان بازسازی‌شده
لهستانِ بازسازی‌شده (انگلیسی: Polonia Restituta) یک درام تاریخی لهستانی به کارگردانی بوهدان پورنبا است که در سال ۱۹۸۱ منتشر شد و بر پایهٔ یک فیلم مستند به همین نام در ۱۹۲۸ ساخته شد. فیلم مستند اصلی در «آرشیو ملی فیلم» در «مؤسسه سمعی و بصری» و همچنین در «آرشیو ملی دیجیتال» نگهداری می‌شود و حاوی جزئیاتی از نیروهای مسلح لهستان، اشغال ورشو توسط نیروهای آلمان نازی، جنگ علیه اوکراین و آزادسازی ویلنیوس، جنگ شوروی و لهستان، پیمان ورشو، تسخیر کی‌یف و صلح ریگا است.
این فیلم رویدادهای تاریخی میان سال ۱۹۱۴ تا ۱۹۱۹ را پوشش می‌دهد.

## گزیدهٔ بازیگران
- کشیشتف خامیتس
- یانوش زاکژینسکی
- ادموند فتینگ
- زجیسواف مروژفسکی
- امیل کاراویچ
- یوزف پیراتسکی
- یرژی کالیشفسکی
- اینیاسی گوگولفسکی
- ویِسواف گوواس
- آندژی پرسیگس
- زیگمونت مالانوویچ
- لائورا وونچ
- یژی موس
- ماریان روئوکا
- استانیسواف نیوینسکی
- توماش زالیفسکی
- آرکادیوش بازاک
- میخاو شفچیک
- تادئوش هانوسِک
- ائوگونیوش کویافسکی
- یانوش بیلچینسکی
- آرتور بارچیش
- ووجیمیش آدامسکی